# Stjepan Zimmermann
Stjepan Zimmermann (Verőce, 1884. december 24. – Zágráb, 1963. április 13.), horvát katolikus pap, filozófus, egyetemi tanár, a Zágrábi Egyetem rektora.

## Élete
Teológiát és filozófiát tanult Zágrábban és Bécsben. 1907-ben szentelték pappá. 1910-ben doktorált a Pápai Gergely Egyetemen. 1918-ig a zágrábi Érseki Gimnáziumban tanított logikát és pszichológiát, majd ugyanebben az évben filozófia szakon szerzett diplomát, és a Zágrábi Egyetem Hittudományi Kar docense lett. A Hittudományi Karon Bauer érsek utódjaként a filozófiai tanszék élére nevezték ki. 1921-től a Jugoszláv Tudományos és Művészeti Akadémia rendes tagja volt. Tagja volt a Matica hrvatskanak és a Hrvatska Enciklopedija szerkesztőbizottságának. Az ő hivatali ideje alatt alakult meg az egyetem hatodik kara. Az Állatorvosi Főiskola 1924-ben csatlakozott az egyetemhez Állatorvosi Kar néven. 1923/24-ben a Zágrábi Egyetem rektora, majd 1924/25-ben rektorhelyettese volt, mert Ladislav Polić rektort politikai okokból mandátuma elején nyugdíjazták. Az usztasa-kormányt támogató tevékenysége miatt 1946 februárjában eltiltották az oktatástól és nyugdíjazták. Nyugdíjba vonulása után írt, de nem publikált.

## Munkássága
Filozófiájában bár a megismerés objektivitásának neoskolasztikus elméletét szorgalmazta, Oswald Külpével, Edmund Husserllel és más kortárs filozófusokkal a neoskolasztikus kognitív-elméleti kérdések modernizálására törekedett. A megismerés célja bizonyosság megszerzése a dolgok állapotáról, aminek a következménye a bírósággal való megegyezés. A helyes tárgyalás előfeltétele az azt megelőző okok, azaz az igazság kritériumainak, mértékeinek ismerete. Így minden felismerést megelőz annak eldöntése, hogy mit értünk igazság alatt. A racionális igazságot megelőzi a hit kinyilatkoztatott igazsága, és ez az utolsó mérce a tudás érvényességének megítélésében. A kultúrának és a civilizációnak az egész emberiségben közös igazságon kell alapulnia. Az emberiség az igazság szeretetében áll, amely elengedhetetlen feltétele egy humánus társadalom létrejöttének. Karl Jaspers és Martin Heidegger filozófiájának vizsgálatakor Zimmermann kifogásolta, hogy tagadják az objektív megismerés lehetőségét, és az ember harcának értelmét kizárólag evilági életre redukálják.

## Főbb művei
- Kant i neoskolastika (I–II, 1920–21),
- Uvod u filozofiju (1922),
- Opća noetika (1926),
- Filozofija kršćanstva (1930),
- Temelji filozofije (1934),
- Filozofija i religija (1936),
- Filozofija života (1941),
- Nauka o spoznaji (1942),
- Kriza kulture (1943),
- Putem života (1945).